# Rèquiem en do menor (Cherubini)
El Rèquiem en do menor per a cor mixt va ser escrit per Luigi Cherubini el 1816 i es va estrenar el 21 de gener de 1817 en un servei de commemoració de Lluís XVI de França en el vint-i-quatre aniversari de la seva decapitació durant la Revolució Francesa.
L'obra va ser molt admirada per Beethoven, Schumann, Berlioz i Brahms. Es va representar al funeral de Beethoven el 1827.

## Moviments
Aquesta configuració particular de la missa de rèquiem consta de set moviments:
1. Introitus et Kyrie
2. Graduale
3. Dies Irae
4. Offertorium
5. Sanctus
6. Pie Jesu
7. Agnus Dei

El 1820 es va afegir una marxa fúnebre i un motet In Paradisum. L'any 1834 l'arquebisbe de París va prohibir l'obra a causa del seu ús de veus de dones, i el 1836 Cherubini va escriure un segon Rèquiem en re menor per a cor d'homes que s'interpretaria al seu propi funeral.
El Rèquiem està orquestrat per a cor SATB, 2 oboès, 2 clarinets, 2 fagots, 2 trompetes, 2 trompes, 3 trombons, timbals, tam-tam i cordes. Cal destacar l'absència de flautes i SATB-solistes, i la presència d'un tam-tam, sobretot a l'obertura del Dies Irae.

## Origen i context
Cherubini, tot i haver nascut a Itàlia, va desenvolupar la major part de la seva carrera a París. Inicialment, es dedicà a escriure òperes en l'estil napolità, però aviat va començar a desconnectar-se de les tendències parisenques que afavorien la gran òpera italiana. Això el va portar a retirar-se temporalment de la composició. Durant aquest període, gairebé va caure en l'oblit, però la seva reputació va renéixer amb la restauració borbònica. El 1816, Cherubini va ser nomenat surintendant de la musique per la família reial francesa, i el 1822 esdevingué el director del Conservatori de París, un càrrec que mantingué fins a la seva mort dues dècades després.
El 1809, Cherubini va veure impulsada la seva carrera gràcies a l'èxit de la seva Missa en fa major, coneguda com a Missa de Chimay, encarregada inesperadament pel príncep de Chimay. A partir d'aleshores, Cherubini es va dedicar a compondre una quantitat significativa de música sacra coral, incloent-hi diversos motets, misses i dos rèquiems destacats. El primer, el Rèquiem en do menor per a cor mixt, va ser completat el 1816. El 1836 Cherubini va escriure un segon Rèquiem en re menor per a cor d'homes que s'interpretaria al seu propi funeral.

## Discografia
Un enregistrament notable d'aquest rèquiem es va fer sota la batuta d'⁣Arturo Toscanini, amb l'⁣Orquestra Simfònica de l'NBC i el Coral Robert Shaw. També s'inclou a la recopilació el Te Deum dels Quattro pezzi sacri de Verdi. L'any 1982 es va fer un enregistrament del Rèquiem en do menor amb els Ambrosian Singers i l'⁣Orquestra Filharmònica dirigida per Riccardo Muti i publicat per EMI. El rèquiem posterior en re menor va ser gravat pel mateix cor, orquestra i director, i publicat per EMI el 1987. Boston Baroque va gravar el Rèquiem en do menor amb Martin Pearlman el 2007 per a Telarc.
El Rèquiem en do menor també va ser gravat per Hervé Niquet i Le Concert Spirituel per al segell Alpa Classics el 2016.
La peça també va aparèixer a la pel·lícula de 1992 Twin Peaks: Fire Walk With Me i a la pel·lícula de 2007 Rebellion: the Litvinenko Case.